# Alexei Eremenko Jr.
Alexei Eremenko Jr., ros. Алексей Алексеевич Ерёменко, Aleksiej Aleksiejewicz Jeriomienko (ur. 24 marca 1983 w Rostowie nad Donem, Rosja) – fiński piłkarz pochodzenia rosyjskiego grający na pozycji napastnika lub ofensywnego pomocnika.

## Kariera klubowa
Eremenko urodził się w Rostowie nad Donem. Jego ojciec, Aleksiej był piłkarzem Dinama Moskwa oraz Spartaka Moskwa i w 1990 roku wyjechał wraz z rodziną do Finlandii, gdzie występował w klubie FF Jaro. Młody Aleksiej także rozpoczął przygodę z piłką, a pierwsze treningi podjął w norweskim klubie Tromsø IL, a następnie terminował w szkółce piłkarskiej FC Metz. W 2001 roku wrócił do Finlandii i trafił do FC Jokerit z Helsinek. W tamtym roku zadebiutował w jego barwach w pierwszej lidze fińskiej. Klub spadł jednak z ligi i na początku 2002 roku Eremenko przeniósł się do rywala zza miedzy, HJK Helsinki. W zespole tym grywał w pomocy i na koniec 2002 roku świętował swój pierwszy tytuł mistrza Finlandii. W 2003 roku natomiast sięgnął po dublet – mistrzostwo i Puchar Finlandii. W HJK występował także w pierwszej połowie 2004 roku.
Latem 2004 Eremenko wyjechał do włoskiego US Lecce. W Serie A zadebiutował 12 września w zremisowanym 2:2 meczu z Atalantą BC. W Lecce był jednak na ogół rezerwowym, ale zdołał rozegrać 27 meczów. W Lecce spędził także rundę jesienną sezonu 2004/2005, w której rozegrał 8 spotkań. W styczniu 2006 roku Eremenko wyjechał do Rosji i za 1,5 miliona euro przeszedł do Saturna Ramienskoje. W Premier Lidze zadebiutował 19 marca w zremisowanym 1:1 meczu z Zenitem Petersburg. Dla Saturna zdobył 7 goli zostając tym samym najlepszym strzelcem 11. zespołu ligi.
W lipcu 2009 podpisał 3 letni kontrakt z Metalistem Charków. W marcu 2010 został wypożyczony do FF Jaro, a 30 sierpnia 2010 do szkockiego Kilmarnock F.C. Latem 2011 powrócił do Metalista, a 29 sierpnia 2011 podpisał 3-letni kontrakt z Rubinem Kazań. 14 czerwca 2013 przeniósł się do Kajratu Ałmaty. W styczniu 2014 przeszedł do Kilmarnock F.C., a w lipcu 2015 został zawodnikiem FF Jaro. W styczniu 2016 podpisał roczny kontrakt z Seinäjoen Jalkapallokerho.
| Sezon   | Klub               | Kraj      | Rozgrywki                | Mecze | Bramki |
| ------- | ------------------ | --------- | ------------------------ | ----- | ------ |
| 2001    | FC Jokerit         | Finlandia | Veikkausliiga            | 15    | 2      |
| 2002    | HJK Helsinki       | Finlandia | Veikkausliiga            | 27    | 2      |
| 2003    | HJK Helsinki       | Finlandia | Veikkausliiga            | 19    | 4      |
| 2004    | HJK Helsinki       | Finlandia | Veikkausliiga            | 13    | 3      |
| 2004/05 | US Lecce           | Włochy    | Serie A                  | 27    | 0      |
| 2005/06 | US Lecce           | Włochy    | Serie A                  | 8     | 0      |
| 2006    | Saturn Ramienskoje | Rosja     | Rosyjska Premier Liga    | 28    | 7      |
| 2007    | Saturn Ramienskoje | Rosja     | Rosyjska Premier Liga    |       |        |
|         |                    |           | Łącznie w Veikkausliidze | 74    | 11     |
|         |                    |           | Łącznie w Serie A        | 35    | 0      |
|         |                    |           | Łącznie w Premier Lidze  | 28    | 7      |

## Kariera reprezentacyjna
W 2003 roku Eremenko otrzymał fiński paszport, jednocześnie nie zrzekając się rosyjskiego. W reprezentacji Finlandii swój pierwszy mecz rozegrał 11 października tego samego roku, a Finowie wygrali 3:2 z Kanadą. Był czołowym zawodnikiem kadry narodowej w eliminacjach do Mistrzostw Świata w Niemczech i zdobył w nich 8 goli.